# Bruno Echagaray
Bruno Echagaray (Mexico-Stad, 8 mei 1983) is een Mexicaans tennisser. In 2006 was hij de bekendste tennisspeler uit Mexico. Zijn hoogste positie was in het enkelspel de 165e plaats en in het dubbelspel de 162e plaats. Hij won zijn wedstrijden meestal door zijn snelheid. Hij vertegenwoordigt dikwijls Mexico in de Davis Cup.
Naast het tennissen is Echagaray een partner van Unitenis, een sociaal netwerk dat zich focust op het tennis in Mexico en het promoten van sport in Mexico. Echagaray is misschien wel het meest bekend van zijn video op YouTube, waarop hij in 2008 na een matchpoint verloor door een fout, die hij veroorzaakte met zijn voet, tijdens zijn tweede service.

## Palmares

### Enkelspel
| Nr.                  | Datum        | Toernooi          | Ondergrond | Tegenstander in finale | Score            |
| -------------------- | ------------ | ----------------- | ---------- | ---------------------- | ---------------- |
| Gewonnen challengers |              |                   |            |                        |                  |
| 1.                   | 6 april 2008 | León (Guanajuato) | Hardcourt  | Ricardo Mello          | 6-0, 3-6, 7-6(6) |

### Dubbelspel
| Nr.                  | Datum         | Toernooi          | Ondergrond | Partner                | Tegenstander in finale           | Score             |
| -------------------- | ------------- | ----------------- | ---------- | ---------------------- | -------------------------------- | ----------------- |
| Gewonnen challengers |               |                   |            |                        |                                  |                   |
| 1.                   | 18 april 2004 | León (Guanajuato) | Hardcourt  | Miguel Gallardo-Valles | Frederic Niemeyer Tripp Philipps | 6-4, 7-6(1)       |
| 2.                   | 10 juni 2007  | Fürth             | Gravel     | Andre Ghem             | Fabio Fognini Frederico Gil      | 7-6(1), 4-6, 11-9 |